# Ove Boldt
Ove Boldt (20. maj 1905 i Horsens – 10. februar 1969 i Horsens) var en dansk arkitekt, der primært har sat sit præg på Horsens.
Han var søn af snedkermester Fritz Boldt og Anna Jørgensen, blev tømrersvend 1924, gik på Teknisk Skole 1926-30, blev optaget på Kunstakademiets Arkitektskole juni 1930 og tog afgang januar 1936. Han var elev af Kaj Gottlob og Ivar Bentsen. Han modtog stipendium fra K.A. Larssens Legat 1936 og var på rejser i samme år til England, Frankrig, Italien, Tyskland og Østrig. Han var i tiden 1937-40 hvert år på studierejse til Italien, særligt Sicilien.
Boldt var medlem af Censurkommiteen for Charlottenborg (1934), medlem af Akademisk Arkitektforenings Organisationsudvalg fra 1942 og lærer ved Horsens Tekniske Skole fra 1943.
Han udstillede på Charlottenborg Forårsudstilling 1934-35 og 1940, Snedkerlavets Møbeludstilling og på Svensk-dansk Arkitekturudstilling, Stockholm 1942.
Han forblev ugift.

## Værker
- En sommerlejr af træ i Lystrup Skov (1931)
- 4. Maj Kollegiet, Geneesgade, Horsens (1949)
- Alderdomshjem i Bryrup (1950-51)
- Aldersrenteboliger ved Sundvej, Horsens (1948-54)
- 3 villaer på Hattingvej, Horsens (1955)
- Tilbygning til Horsens Tekniske Skole, Amaliegade (1956)

### Projekter og konkurrencer
- Projekt til kirke i Århus (2. præmie 1933)
- Projekt til Aalborg Kunstmuseum (1. præmie 1937, sammen med Knud Dam)
- Projekt til Århus Rådhus (indkøbt 1931)
- Projekt til en kirke i København (3. præmie 1939, sammen med Knud Dam)
- Forslag til en kirke i Munkebjergkvarteret i Odense (2. præmie 1942, sammen med Knud Dam)

### Dekorative arbejder
- Møbler til Fællesforeningen for Danmarks Brugsforeninger
- Enkeltmøbler til Snedkerlavets årlige udstilling
- Windsorstolen (1942, model FH 1638, for Fritz Hansen)